# Jacopo Mandolini
Jacopo Mandolini (Roma, 29 gennaio 1989) è un pallanuotista italiano, centroboa dello ZV De Zaan.
Con la calottina del Posillipo conquista la LEN Euro Cup nel 2015, nella finale tutta napoletana contro l'Acquachiara.

## Palmarès
- LEN Euro Cup: 1

Posillipo: 2014-15
- Campionato olandese: 1

Alphen: 2018
- KNZB Beker: 2

Alphen: 2018, 2019